# Prva hrvatska liga u bejzbolu 2006.
Prva hrvatska liga u bejzbolu 2006. godine.
Sudionici su bili bejbolaški klub Zagreb, Kelteks iz Karlovca, Nada SSM iz Splita i Vindija iz Varaždina.
Prvenstvo se igralo u dva dijela. Prvi se igrao po liga-sustavu, a prva dva kluba su igrala doigravanje za prvaka. Prvak je momčad koja pobijedi u četiri utakmice.

## Ligaško natjecanje - konačni poredak
```
Pl. Klub      Ut   Pb Pz  Količ.
1. 
Zagreb
     24  19  5  0,792
2. 
Kelteks
    24  19  5  0,792
3. 
Nada SSM
   24   7 17  0,292
4. 
Vindija
    24   5 21  0,125
```

## Doigravanje za prvaka
11. listopada: Kelteks - Zagreb  5:1 (1:0 u doigravanju) 

14. listopada: Kelteks - Zagreb  6:0 (2:0 u doigravanju) 

15. listopada: Kelteks - Zagreb 10:0 (3:0 u doigravanju) 

17. listopada: Zagreb - Kelteks  3:2 (1:3 u doigravanju) 

18. listopada: Zagreb - Kelteks  1:8 (1:4 u doigravanju) 
Hrvatski prvak za 2006. godinu u bejzbolu je Kelteks.